# Соперничество футбольных клубов «Лидс Юнайтед» и «Манчестер Юнайтед»
Противостояние между клубами «Лидс Юнайтед» и «Манчестер Юнайтед», также известное, как «противостояние роз» (англ. Roses rivalry) и «Пеннинское дерби» (англ. Pennines derby) — это соперничество между «Лидс Юнайтед» и «Манчестер Юнайтед», футбольными клубами из Северной Англии. Его истоки связаны с сильной враждой двух исторических графств: Ланкашира и Йоркшира, которая берёт начало в войнах Алой и Белой розы в XV веке. Эти события во многом являются причиной вражды клубов из Лидса и Манчестера, а матчи между этими двумя командами по накалу страстей превосходят многие английские дерби. 
Поначалу соперничество проявлялось лишь на стадионах, «Олд Траффорд» и «Элланд Роуд». Но в 70-х годах вражда сильно обострилась в связи с усилением хулиганских группировок. Постоянно случались крайне жестокие стычки между известными по всей Англии группировками Service Crew и Red Army. Подобные столкновения редко обходились без травм, поэтому матчи между двумя враждующими командами всегда требовали усиленного внимания правоохранительных органов.

## Истоки вражды

### Война Алой и Белой розы

Алая роза Ланкашира

Белая роза Йоркшира

Причиной вражды между «Манчестер Юнайтед» и «Лидс Юнайтед» является историческое соперничество городов Ланкашира и Йоркшира, связанное с войной между Йорками и Ланкастерами, боровшимися за английский трон. 
Цвета этих команд тоже напоминают об этих событиях: основной цвет команды из Лидса — белый, а манчестерской команды — красный. Подобное не случайно: геральдическим символом Йорков была белая роза, а Ланкаширов, соответственно, красная.

### Индустриальная революция
Прямое соперничество между Лидсом и Манчестером возникло во времена английской индустриальной революции в XVIII и XIX веках, когда британская экономика росла немыслимыми темпами. Основой стремительного развития Лидса было сукноделие, а в западном Манчестере активно развивалось производство ситца. Дела в Манчестере шли очень успешно во многом благодаря дешёвой транспортировке угля по Бриджуотерскому каналу.  
В конце концов, Манчестер обрушил экономику Йоркшира, построенную на сукноделии, благодаря очевидной дешевизне производства ситца. 
В середине XIX века в Лидсе было сооружёно впечатляющее здание городской ратуши. Этим Лидс хотел показать, что всё ещё является существенной экономической силой в Англии. Манчестер тоже не скупился на подобные способы доказать своё превосходство: в 1877-м году было завершено строительство Манчестерской городской ратуши. Эти действия только обострили вражду между двумя городами.

## Футбол

### Первые встречи
«Манчестер Юнайтед» появился раньше, однако произошло это в Йоркшире. Клуб был основан в 1878 году под названием «Ньютон Хит (Ланкашир энд Йоркшир Рейлуэй)» рабочими Ланкаширской и Йоркширской железной дороги. В 1902 году новые владельцы сменили название команды на «Манчестер Юнайтед». 
Лидс традиционно считался городом регби, поэтому потребовалось какое-то время, прежде чем жители Лидса прониклись футболом. Футбол, построенный на общих правилах Национальной ассоциации футболистов Англии, появился в Лидсе с созданием команды «Лидс Сити». 
Первая встреча «Ньютон Хит» и «Лидс Сити» состоялась во Втором дивизионе на манчестерском стадионе «Бэнк Стрит»  15 января 1906 года в присутствии 6000 фанатов. Команда из Лидса победила со счётом 2:0, а в ответном матче на стадионе «Элланд Роуд» «Манчестер Юнайтед» выиграл со счётом 2:1. 
Это были первые и последние матчи между этими клубами. «Манчестер Юнайтед» отправился в Первый дивизион, а «Лидс Сити» был расформирован из-за финансовых проблем. Появился новый клуб под названием «Лидс Юнайтед», который занял место резервной команды прежнего клуба в Мидландской лиге. «Лидс» переехал на стадион «Элланд Роуд», который был занят командой «Йоркшор Аматорс» после расформирования «Сити». 31 мая 1920 года команда вышла во Второй дивизион, а 20 января 1923 года состоялась первая встреча с «Манчестер Юнайтед» на стадионе «Олд Траффорд». Голов в матче забито не было, и 25 000 зрителей ушли со стадиона разочарованными. Первая победа (со счётом 1:0) клуба из Манчестера состоялась на «Элланд Роуд» спустя неделю после первого матча. Фанаты «Лидс Юнайтед» были вынуждены ждать первую победу до сезона 1925/26, когда их команда в родных стенах наконец смогла одолеть «Манчестер Юнайтед» 3 октября 1925 года со счётом 2:0.
В сезоне 1928/29 состоялась первая выездная победа «Лидс Юнайтед» над принципиальными соперниками, когда на «Олд Траффорд» они победили хозяев со счётом 2:1. Более того, «Лидс» выиграл и в родных стенах со счётом 3:2 и первым из этой пары стал клубом, который выиграл обе встречи в рамках одного сезона.  В первый раз подобное достижение манчестерскому клубу удалось совершить только в сезоне 1946/47, «Лидс» был сначала повержен на «Олд Траффорд» со счётом 3:1, а затем был обыгран на «Элланд Роуд» со счётом 2:0. В то время ни «Лидс», ни «Манчестер» не отличались стабильной игрой и регулярно перемещались между дивизионами.

### Басби против Реви – страсти накаляются
После Второй мировой войны «Манчестер Юнайтед» начал постепенно приобретать статус сильного клуба. В 1950-е манкунианцы выиграли три титула чемпионов Англии. Мэтт Басби был человеком, который тренировал «Манчестер Юнайтед» в тот период вплоть до 1969 года, а «Лидс Юнайтед» на роль играющего тренера пригласил Дона Реви, который вскоре стал полноправным менеджером команды. В «Манчестере» того периода играли такие легенды как Бобби Чарльтон, Денис Лоу и Джордж Бест. «Лидс» славился своей жёсткой, бескомпромиссной игрой, в их команде играл брат Бобби Чарльтона Джек, Билли Бремнер и Норман Хантер по прозвищу «Откушу твои ноги» (англ. Bite yer legs). Ещё одним ключевым игроком в команде Реви был ирландец Джонни Джайлз, перешедший в «Лидс» из «Манчестер Юнайтед» в 1963 году за £33 000.
В сезоне 1964/65 жребий свёл две эти команды в рамках полуфинала Кубка Англии. Матч на «Хиллсборо» закончился безголевой ничьей и запомнился только чрезмерно грубой игрой. Джек Чарльтон и Денис Лоу ввязались в драку, которая существенно повлияла на характер игры. Об этой игре газета The Yorkshire Post написала следующее: «Обе команды вели себя как свора собак, которые кусаются и рычат друг на друга из-за кости» (англ. Both sides behaved like a pack of dogs snapping and snarling at each other over a bone). В ответном матче «Лидс» вырвал победу на 89-й минуте благодаря голу Билли Бремнера. По итогам сезона «Манчестер Юнайтед» занял 1-е место, а «Лидс» 2-е, причём обе команды набрали по 61 очку, однако всё решила разница забитых мячей. 
Противостояние только усиливалось в 1960-х и 1970-х годах. «Лидс Юнайтед» очень успешно играл в эти годы: в сезонах 1968/69 и 1973/74 команда становилась чемпионом, при этом многие другие сезоны они завершали на втором месте. В этот период манкунианцы только раз смогли выиграть титул чемпионов Англии в сезоне 1966/67, однако были и другие успехи. В 1968 году команда впервые выиграла титул европейских чемпионов; этот титул остался «Лидсу» неподвластен, хотя в 1975 году они были близки к его завоеванию, но проиграли в финале немецкой «Баварии» со счётом 2:0. 
В 1978 году Джо Джордан и Гордон Маккуин, двое лучших игроков «Лидса», были проданы в «Манчестер Юнайтед». Это стало для фанатов «Лидса» настоящим ударом, особенно учитывая большую популярность Маккуина. В последующем сезоне оба игрока вышли на поле против своей бывшей команды. Фанаты на «Элланд Роуд» свистели, улюлюкали и кидали различные предметы в Маккуина, однако тот смог заставить их замолчать, забив гол ударом головой в ворота «Лидса».

### Возобновление соперничества
«Противостояние роз» на девять лет приутихло в связи с выбыванием «Лидса» во Второй дивизион в 1982 году. Под руководством Говарда Уилкинсона заметно усилившийся «Лидс Юнайтед» стал чемпионом Второго дивизиона. Два сезона перед появлением новой Премьер-лиги в 1992 году были очень напряжёнными. Между «Манчестером» и «Лидсом» разразилась настоящая битва за чемпионский титул. Благодаря Гордону Стракану (перешедшему из «Манчестер Юнайтед»), Ли Чепмену, Дэвиду Бэтти и Эрику Кантона «Лидс» выиграл титул. Однако уже в следующем году, к большому удивлению болельщиков, Эрик Кантона был продан «Манчестер Юнайтед» за 1 200 000 фунтов. Эрик сразу же стал краеугольным камнем нового, сверхуспешного «Манчестера», который за пять лет четыре раза становился чемпионом Англии. За это время он превратился в легенду клуба. В 2001 году голосованием фанатов «Король Эрик» был провозглашён «игроком века». 
Стычки между двумя успешными клубами всё продолжались. Стоит выделить случай в 1997 году, когда капитан манкунианцев Рой Кин вступил в перепалку с Альфом-Инге Холандом, ссору Фабьена Бертеза с Ианом Хартом в марте 2001 года и драку Робби Кина с Дэвидом Бекхэмом в октябре 2001 года.
В 2000 году два фаната «Лидс Юнайтед» были убиты во время матча Кубка УЕФА с «Галатасараем». Многие фанаты «Манчестер Юнайтед» проявили своё сочувствие, говорилось даже о случаях, когда фанаты двух непримиримых команд обнимались. Вышли номера газеты The Independent с заголовком «Старая вражда забыта, фанаты объединены общей скорбью» (англ. Old rivalries forgotten as fans unite in grief). 
Однако когда эти команды встретились в рамках Премьер-лиги, часть болельщиков «Манчестер Юнайтед» развернула плакаты с надписью MUFC Istanbul Reds и Galatasaray Reds. Возможно, этими действиями фанаты хотели отомстить «Лидсу» за то, что те часто язвили по поводу мюнхенской авиакатастрофы 1958 года. Эти баннеры разозлили фанатов «Лидса» и вновь стали появляться сообщения о стычках между болельщиками. 
Огромные вложения в «Лидс Юнайтед», которые помогли команде дойти до полуфинала Лиги чемпионов в 2001 году, вызвали серьёзные финансовые проблемы в клубе. В сезоне 2003/04 команда покинула Премьер-лигу. Алан Смит, выросший в Лидсе и бывший одной из самых популярных фигур у фанатов, шокировал общественность, перейдя в стан соперников из Манчестера. Фанаты «Лидса» нарекли его «Иудой», ведь совсем недавно он целовал эмблему клуба и клялся, что не уйдёт, даже если клуб покинет Премьер-лигу. Также Смит в своё время обещал, что никогда не перейдёт  в «Манчестер Юнайтед». Фанаты в Манчестере были рады этому приобретению и поддерживали решение Алана перейти в стан принципиальных соперников.

## Статистика результатов
Обновлено по состоянию на 25 апреля 2021 года
|                                  | Победы «Лидс Юнайтед» | Ничьи | Победы «Манчестер Юнайтед» | Голы «Лидса» | Голы «Манчестера» |
| -------------------------------- | --------------------- | ----- | -------------------------- | ------------ | ----------------- |
| Лига                             | 23                    | 33    | 39                         | 100          | 133               |
| Кубок Англии                     | 3                     | 3     | 4                          | 5            | 10                |
| Кубок Английской футбольной лиги | 0                     | 0     | 5                          | 4            | 12                |
| Всего                            | 26                    | 36    | 48                         | 109          | 155               |

## Последние встречи между командами
| Дата             | Хозяева           | Счёт | Гостевая команда  | Место        | Соревнование          |
| ---------------- | ----------------- | ---- | ----------------- | ------------ | --------------------- |
| 28 октября 2003  | Лидс Юнайтед      | 2:3  | Манчестер Юнайтед | Элланд Роуд  | Кубок Футбольной лиги |
| 21 февраля 2004  | Манчестер Юнайтед | 1:1  | Лидс Юнайтед      | Олд Траффорд | Премьер-лига          |
| 3 января 2010    | Манчестер Юнайтед | 0:1  | Лидс Юнайтед      | Олд Траффорд | Кубок Англии          |
| 20 сентября 2011 | Лидс Юнайтед      | 0:3  | Манчестер Юнайтед | Элланд Роуд  | Кубок Футбольной лиги |
| 20 декабря 2020  | Манчестер Юнайтед | 6:2  | Лидс Юнайтед      | Олд Траффорд | Премьер-лига          |
| 25 апреля 2021   | Лидс Юнайтед      | 0:0  | Манчестер Юнайтед | Элланд Роуд  | Премьер-лига          |
| 14 августа 2021  | Манчестер Юнайтед | 5:1  | Лидс Юнайтед      | Олд Траффорд | Премьер-Лига          |

## Рекорды

### Забитые мячи
- Самая крупная победа:
  - Для «Лидс Юнайтед»: «Лидс Юнайтед» 5:0 «Манчестер Юнайтед», Первый дивизион, Элланд Роуд, 20 декабря 1930
  - Для «Манчестер Юнайтед»: «Манчестер Юнайтед» 6:0 «Лидс Юнайтед», Первый дивизион, Олд Траффорд, 9 сентября 1959
- Самая большая победа в лиге:
  - Для «Лидс Юнайтед»: «Лидс Юнайтед» 5:0 «Манчестер Юнайтед», Элланд Роуд, 20 декабря 1930
  - Для «Манчестер Юнайтед»: «Манчестер Юнайтед» 6:0 «Лидс Юнайтед», Олд Траффорд, 9 сентября 1959
- Самая крупная победа в кубке Англии:
  - Для «Лидс Юнайтед»:
    - «Лидс Юнайтед» 1:0 «Манчестер Юнайтед», Переигровка полуфинала, Сити Граунд, 31 марта 1965
    - «Лидс Юнайтед» 1:0 «Манчестер Юнайтед», Полуфинал, вторая переигровка, Хайбери, 26 марта 1970

  - Для «Манчестер Юнайтед»: «Манчестер Юнайтед» 4:0 «Лидс Юнайтед», 4 раунд кубка Англии, Олд Траффорд, 27 января 1951
- Самая крупная победа в кубке Лиги:
  - Для «Лидс Юнайтед»: неизвестно
  - Для «Манчестер Юнайтед»: «Лидс Юнайтед» 1:3 «Манчестер Юнайтед», 4 раунд, Элланд Роуд, 8 января 1992
- Самое большое количество забитых голов в матче:
  - На «Элланд Роуд»: «Лидс Юнайтед» 3:4 «Манчестер Юнайтед», Элланд Роуд, 30 марта 2002
  - На «Олд Траффорд»: «Манчестер Юнайтед» 6:2 «Лидс Юнайтед», Олд Траффорд, 20 декабря 2020

### Количество сыгранных матчей
| Клуб                | Игрок          | Лига | Кубок Англии | Кубок Лиги | Всего |
| ------------------- | -------------- | ---- | ------------ | ---------- | ----- |
| «Лидс Юнайтед»      | Джек Чарльтон  | 22   | 5            | 0          | 27    |
| «Лидс Юнайтед»      | Пол Рини       | 21   | 6            | 0          | 27    |
| «Манчестер Юнайтед» | Бобби Чарльтон | 24   | 5            | 0          | 29    |

### Число голов
| Клуб                | Игрок          | Лига | Кубок Англии | Кубок Лиги | Всего |
| ------------------- | -------------- | ---- | ------------ | ---------- | ----- |
| «Лидс Юнайтед»      | Мик Джонс      | 7    | 0            | 0          | 7     |
| «Манчестер Юнайтед» | Бобби Чарльтон | 9    | 0            | 0          | 9     |

- Больше всего мячей в одной игре:
  - Для «Лидс Юнайтед»: 1
  - Для «Манчестер Юнайтед»: 3
    - Стэн Пирсон, «Манчестер Юнайтед» 4:0 «Лидс Юнайтед», Кубок Англии, 4 раунд, 27 января 1951
    - Энди Ричи, «Манчестер Юнайтед» 4:1 «Лидс Юнайтед», Первый дивизион, 24 марта 1979
    - Деннис Вайоллет, «Манчестер Юнайтед» 4:0 «Лидс Юнайтед», Первый дивизион, 21 марта 1959

### Посещаемость
- Самый высокий показатель:
  - «Лидс Юнайтед» дома: 52 368 – «Лидс Юнайтед» 0:1 «Манчестер Юнайтед», 17 апреля 1965
  - «Манчестер Юнайтед» дома: 74 526 – «Манчестер Юнайтед» 0:1 «Лидс Юнайтед», 3 января 2010
- Самый низкий показатель:
  - «Лидс Юнайтед» дома: 10 596 – «Лидс Юнайтед» 3:1 «Манчестер Юнайтед», 26 апреля 1930
  - «Манчестер Юнайтед» дома: 9512 – «Манчестер Юнайтед» 2:5 «Лидс Юнайтед», 7 ноября 1931

## Трансферы

### Из «Лидс Юнайтед» в «Манчестер Юнайтед»
| Имя            | Дата трансфера | Сумма       |
| -------------- | -------------- | ----------- |
| Джо Джордан    | 4 января 1978  | £350 000    |
| Гордон Маккуин | 1 февраля 1978 | £500 000    |
| Артур Грэм     | 1 августа 1983 | £65 000     |
| Эрик Кантона   | 12 ноября 1992 | £1 200 000  |
| Рио Фердинанд  | 22 июля 2002   | £29 100 000 |
| Алан Смит      | 26 мая 2004    | £7 000 000  |

### Из «Манчестер Юнайтед» в «Лидс Юнайтед»
| Имя             | Дата трансфера  | Сумма      |
| --------------- | --------------- | ---------- |
| Фредди Гудвин   | 16 марта 1960   | £10 000    |
| Джонни Джайлз   | 1 августа 1963  | £33 000    |
| Брайан Гринхофф | 1 августа 1979  | £350 000   |
| Гордон Стракан  | 21 марта 1989   | £300 000   |
| Ли Шарп         | 14 августа 1996 | £4 500 000 |
| Дэнни Пью       | 27 мая 2004     | —          |
| Лиам Миллер     | 4 ноября 2005   | аренда     |